# Megalorhipida
Megalorhipida is een geslacht van vlinders van de familie vedermotten (Pterophoridae), uit de onderfamilie Pterophorinae.

## Soorten
- M. angusta Arenberger, 2002
- M. festus (Meyrick, 1920)
- M. fissa Arenberger, 2002
- M. leptomeres (Meyrick, 1886)
- M. leucodactylus (Fabricius, 1794)
- M. parvula Arenberger, 2010
- M. prolai Gibeaux, 1994
- M. pseudodefectalis Gielis, 1989
- M. subtilis (Rebel, 1907)
- M. umbra Gielis, 2011
- M. varius (Meyrick, 1909)
- M. viduus (Meyrick, 1917)
- M. vivax (Meyrick, 1909)